# 角奎街道
角奎街道，是中华人民共和国云南省昭通市彝良县下辖的一个街道办事处。
2021年3月18日，云南省人民政府批复同意撤销角奎镇，析置角奎街道和发界街道，9月11日正式成立。

## 行政区划
角奎街道下辖以下地区：
蚕桑林社区、角奎社区、大河边社区、塘房村、花桥村、马窑村、拖脚村、河湾村、位卓村、寨子村、阿都村、大河村、发达村、小河村、熊乐村、花溪村、杉林村、坪政村、大马村、石垭村、漆树村、半边街村、马腹村和发界村。